# Гельмут Рінгельманн
Гельмут Рінгельманн (нім. Helmuth Ringelmann; 21 квітня 1912, Мюнхен — 28 грудня 1941, Середземне море) — німецький офіцер, корветтен-капітан крігсмаріне.

## Біографія
1 квітня 1931 року вступив в рейхсмаріне. З 19 грудня 1940 року — командир підводного човна U-75, на якому здійснив 5 походів (разом 141 день в морі). 28 грудня 1941 року човен був потоплений глибинними бомбами британського есмінця HMS Kipling (F91). 16 членів екіпажу вціліли, 14 (включаючи Рінгельманн) загинули.
Всього за час бойових дій потопив 9 кораблів загальною водотоннажністю 38 628 тонн.
| Дата           | Назва корабля  | Тип                   | Тоннаж | Вантаж                                               | Екіпаж | Загинули | Країна             | Конвой |
| -------------- | -------------- | --------------------- | ------ | ---------------------------------------------------- | ------ | -------- | ------------------ | ------ |
| 29 квітня 1941 | City of Nagpur | Пасажирський пароплав | 10,146 | 2184 тонни генеральних вантажів                      | 468    | 17       | Британська імперія |        |
| 3 червня 1941  | Eibergen       | Торговий пароплав     | 4,801  | Баласт                                               | 39     | 4        | Нідерланди         | OB-327 |
| 3 червня 1941  | Inversuir      | Тепловий танкер       | 9,456  | Баласт                                               | 45     | 0        | Британська імперія | OB-327 |
| 25 червня 1941 | Schie          | Торговий пароплав     | 1,967  | Баласт                                               | 29     | 29       | Нідерланди         | OB-336 |
| 5 серпня 1941  | Cape Rodney    | Торговий пароплав     | 4,512  | 7320 тонн пальмових ядер, арахісу і марганцевої руди | 39     | 0        | Британська імперія | SL-81  |
| 5 серпня 1941  | Harlingen      | Торговий пароплав     | 5,415  | 8000 тонн західноафриканських товарів                | 42     | 3        | Британська імперія | SL-81  |
| 12 жовтня 1941 | HMS TLC-2 (A2) | Десантний корабель    | 372    |                                                      | 16     | 16       | Британська імперія |        |
| 12 жовтня 1941 | HMS TLC-7 (A7) | Десантний корабель    | 372    |                                                      | 22     | 21       | Британська імперія |        |
| 28 грудня 1941 | Volo           | Торговий пароплав     | 1,587  | Баласт                                               | 38     | 24       | Британська імперія | ME-8   |

## Звання
- Кандидат в офіцери (1 квітня 1931)
- Морський кадет (14 жовтня 1931)
- Фенріх-цур-зее (1 січня 1933)
- Оберфенріх-цур-зее (1 січня 1935)
- Лейтенант-цур-зее (1 квітня 1935)
- Оберлейтенант-цур-зее (1 січня 1937)
- Капітан-лейтенант (1 жовтня 1939)
- Корветтен-капітан (посмертно)

## Нагороди
- Медаль «За вислугу років у Вермахті» 4-го класу (4 роки)
- Нагрудний знак підводника
- Залізний хрест 2-го і 1-го класу